# Humoresque (musique)
Pour les articles homonymes, voir Humoresque (homonymie).
L'humoresque  (ou humoreske) est un genre de musique romantique caractérisé par des morceaux d'humour fantaisiste dans le sens de l'humeur plutôt que de l'esprit. Le nom fait référence à l'Humoreske  terme allemand, qui a été donné à partir des années 1800 (décennie) aux contes humoristiques.
Parmi les exemples notables d'humoresque, on note la Grande Humoresque de Schumann en si bémol majeur (op. 20, 1839), et les huit Humoresques de Dvořák (op. 101, 1894), dont la no 7 en sol bémol majeur est bien connue, Scherzo, Humoresque, Adagio espressivo d'Arthur Honegger.